# HD 127167
HD 127167，又名BD+01 2941，SAO 120499、HR 5418，是一颗恒星，视星等为5.94，位于銀經348.95，銀緯54.66，其B1900.0坐标为赤經14h 24m 44.5s，赤緯+1° 54.66′ 28″。